# Tekken Chinmi
Ironfist Chinmi (яп. 鉄拳チンミ Тэккэн Тимми, Тимми Железный Кулак) — японская манга, автором которой является Такэси Маэкава. Публиковалась издательством Kodansha и журнале Monthly Shonen Magazine с 1983 года по 1997 год. Манга собрана в 35 танкобонов. В 1987 году получила премию Коданся, как лучшее сёнэн-произведение года. У манги есть 3 продолжения: Tekken Chinmi Gaiden (с 1997), Shin Tekken Chinmi (1997—2004) и Tekken Chinmi Legends (с 2006). Манга публиковалась на территории Великобритании издательством Bloomsbury, во Франции издательством J'ai Lu и Тайвани издательством Tong Li Publishing Co., Ltd..
На основе сюжета манги студией Ashi Productions был создан аниме-сериал, который транслировался по телеканалу TV Asahi с 2 июля по 24 декабря 1988 года. Всего было выпущено 20 серий аниме. Сериал транслировался на территории арабских стран.

## Сюжет
Цзинь Ми работает в ресторане своей сестры. Он изначально обладает талантом к боевым искусствам и очень много проводил свободного времени с обезьянкой Гоку, развив новые рефлексы и проворность. Сам Цзинь мечтает стать мастером боевых искусств. Однажды ресторану угрожали разбойники и Цзинь побил их всех. За дракой наблюдал мастер боевых искусств и оценив талант мальчика, был заинтересован в том, чтобы взять его под наставничество. Так Цзинь начинает постигать искусство кунг-фу и благодаря своему сердоболию быстро становится лучшим учеником школы. В будущем мальчику предстоит ввязываться в новые истории и инциденты, находить себе новых друзей, врагов и соперников, познавать тайны опасных боевых техник, защищать честь своей школы боевых искусств и в заключении стать новым мировым чемпионом по боевым искусствам.

## Роли озвучивали
- Тика Сакамото — Цзинь Ми
- Тосиэ Нономура — Лай Чи
- Ю Мидзусима — Жао Чжу
- Сигэру Накахара — Цзинь Дань
- Масако Эдзава — Гоку
- Хироси Масуока — Жоу
- Масато Кубота — Ла Юй
- Юко Сасаки — Мэй Линь
- Асами Мукайдоно — Ши Фань